# Paracladura pusilla
Paracladura pusilla är en tvåvingeart som först beskrevs av Jacques-Marie-Frangile Bigot 1888.  Paracladura pusilla ingår i släktet Paracladura och familjen vintermyggor. Inga underarter finns listade i Catalogue of Life.